# 대모라바 왕국
대모라바(라틴어: Regnum Marahensium 레그눔 마라헨시눔[*], 그리스어: Μεγάλη Μοραβία 메갈레 모라비아[*], 체코어: Velká Morava 벨카 모라바[*], 슬로바키아어: Veľká Morava 벨카 모라바, 폴란드어: Wielkie Morawy 빌키 모라비[*], 독일어: Großmähren 그로스메렌[*]), 대모라바 왕국(체코어: Veľkomoravská ríša 벨코모라프스카 리샤[*]), 혹은 단순히 모라바(영어: Moravia 모라비아[*])는 중부 유럽에서 70년 동안 존속했던 서슬라브인의 첫 국가로서, 전성기에는 오늘날의 체코, 슬로바키아, 헝가리, 오스트리아, 독일, 폴란드, 루마니아, 크로아티아, 세르비아, 우크라이나, 슬로베니아 영토에 걸쳐있었다. 대모라바 건국 이전에는 사모 제국(631~658년)과 아바르인(567~822년)들이 이 지역에서 활동했다.
왕국의 핵심 영토는 체코 동부의 모라바라고 불리는 지역이었으며, 다시 지명은 그 지역을 흐르는 모라바강에서 따온 것이다. 대모라비아의 건국자들은 체코인을 비롯한 여러 슬라브 민족들의 조상들이다. 모라바 왕국의 확장과 함께, 발칸 반도의 서슬라브인들은 고대 교회 슬라브어로 쓰여진 최초의 슬라브어 문학 문화의 부상과 기독교의 확산을 목격했다. 이는 처음에는 동프랑크 왕국에서 온 선교사들을 통해 이루어졌으나, 863년에 동로마 제국에서 온 키릴로스와 메토디오스 형제가 슬라브어에 기반한 최초의 알파벳 문자인 글라골 문자를 창안해내면서 더욱 성장했다. 글라골 문자는 나중에 불가리아 제1제국에서 사용되어 키릴 문자로 변형되었다.
왕국의 영토와 국경을 정확히 비정할수는 없지만, 870년에 즉위하여 894년까지 통치한 스뱌토플루크 1세(슬로바키아어: Svätopluk) 치하에서 왕국은 주변 지역으로 팽창하며 전성기를 맞이하였다. 그러나 그의 사후에는 공작위 계승을 놓고 벌어진 내부 분열과 피지배 민족들의 반란으로 급속히 약화되었고, 결국 9세기 후반부터 침입해온 마자르인들에 의해 멸망하고 말았다. 이후에 그 지역에는 헝가리 공국이 세워졌다. 대모라바의 멸망날짜는 902년에서 907년 사이로 추정되는데, 이는 마지막 공작이었던 모이미르 2세의 마지막 생애가 확실히 밝혀지지 않았기 때문이다. 확실한 것은 907년에 마자르인들이 브라티슬라바 전투에서 바이에른 군대를 격파했을 때, 모이미르 2세나 그의 후계자의 이름과 함께 대모라바의 이름은 전혀 언급되지 않는다는 것이다.
대모라바의 문화는 863년 당시 통치자였던 라스티슬라프가 동로마 제국에게 "선교사(učiteľ)"의 파견을 요청하면서 중요한 변환점을 맞이하였다. 이때 파견된 선교사들이 바로 키릴로스와 메토디오스 형제였다. 그들은 대모라바에 글라골 문자와 슬라브어로 된 전례 체계를 도입하였고, 새로운 "법률 체계(pravьda)"를 만들어주었다. 글라골 문자는 아마도 그들 형제가 종교 경전 해석에 사용했던, 고향 테살로니키에서 보았던 동남부 슬라브어를 기반으로 만들어졌을 것이다. 따라서 글라골 문자는 고대 교회 슬라브어나, 당대 모라바 및 서부 슬로바키아 지역에서 사용된 지역 슬라브 방언과는 다소 차별점이 있었다. 나중에 스뱌토플루크 1세 치하에서 라틴 기독교가 도입되자, 키릴로스와 메토디오스 형제의 제자들은 대모라바에서 추방되었다.

## 국호

### 대모라바

19세기에 발굴된 블라트니카의 대모라바 검. 원래는 무덤의 매장 용품으로 착각되었다고 한다.

'대모라바'라는 명칭은 항상 논쟁의 대상이 되어 왔다. 이 명칭은 950년경 동로마 황제 콘스탄티노스 7세 포르피로게니투스가 집필한 「제국의 행정(De Administrando Imperio)」에서 '메갈레 모라비아(그리스어: Μεγάλη Μοραβία)'라는 이름으로 처음 등장했다. 그는 몰락 이후의 사건을 언급할 때는 정치와 관련하여 오로지 형용사 '메갈레'만을 사용했는데, 최근에는 오히려 '대(大)/커다란/위대한' 대신에 '옛(古)/오래된'으로 번역하는 것이 옳다고 여겨진다. 다른 의견에 따르면, 메갈레라는 형용사는 동로마 국경 너머의 지역을 칭할때 쓰이는 것이라고도 한다. 역사학자 루보미르 E. 하블리크는 "대불가리아"라는 명칭에서 알 수 있듯이, 동로마인들이 유목민족의 영역이나 고향을 의미할 때 메갈레를 사용한다고 주장했다.
[베오그라드에는] 신성하고 위대한 콘스탄티노스 황제의 탑이 있다. 그리고 다시 강가 뒤편으로 이틀 동안 이동하면 잘 알려진 시르미움이 있다. 그리고 그 너머에는 [마자르인들이] 지워버렸지만, 예전에는 [스뱌토플루크]가 통치했던 위대한 모라비아가 있다...— 콘스탄티노스 7세, 「제국의 행정(De Administrando Imperio)」에서

그의 작품은 모라바와 관련하여 당대 유일하게 앞에 형용사를 붙인 거의 유일한 작품이다. 모라바 멸망 이후의 9세기와 10세기 사료에서는 같은 문맥임에도 이 용어를 사용하지 않고, 단지 "모라바 왕국(Moravian realm)"이나 "모라바인의 영역 혹은 단순히 "모라바"나 "슬라브인의 왕국(라틴어: regnum Sclavorum)", "라스티슬라프의 왕국(라틴어: regnum Rastizi)", "스뱌토플루크의 왕국(라틴어: regnum Zuentibaldi)"가 쓰였다.

### 어원
"모라바"는 체코어와 슬로바키아어로 강의 이름 및 나라 이름 모두를 의미하는데, 아마도 전자가 먼저 생겨나고 후자는 그 이후에 전자의 이름을 따서 지어진 것으로 것으로 추정된다. 체코나 슬로바키아의 다른 많은 강들과 마찬가지로, 어미 '아바(-ava)'는 라틴어 '아쿠아(aqua)'와 동형인 게르만어 '아후아(-ahwa, 현대 독일어 "아우(Au)"&"아(-a)")가 슬라브화된 것이다. 일부 학자들은 켈트어 '아브(-ab)'나 인도유럽어 "아파(apa)" 및 "오파(opa)"(물, 바다를 의미함)에서 유래했다고도 한다. 또한 어근 "모르(mor-)"는 물이나 호수, 강, 바다와 연관된 다른 인도유럽어계 단어들과도 유사하다고 보인다.

## 영토

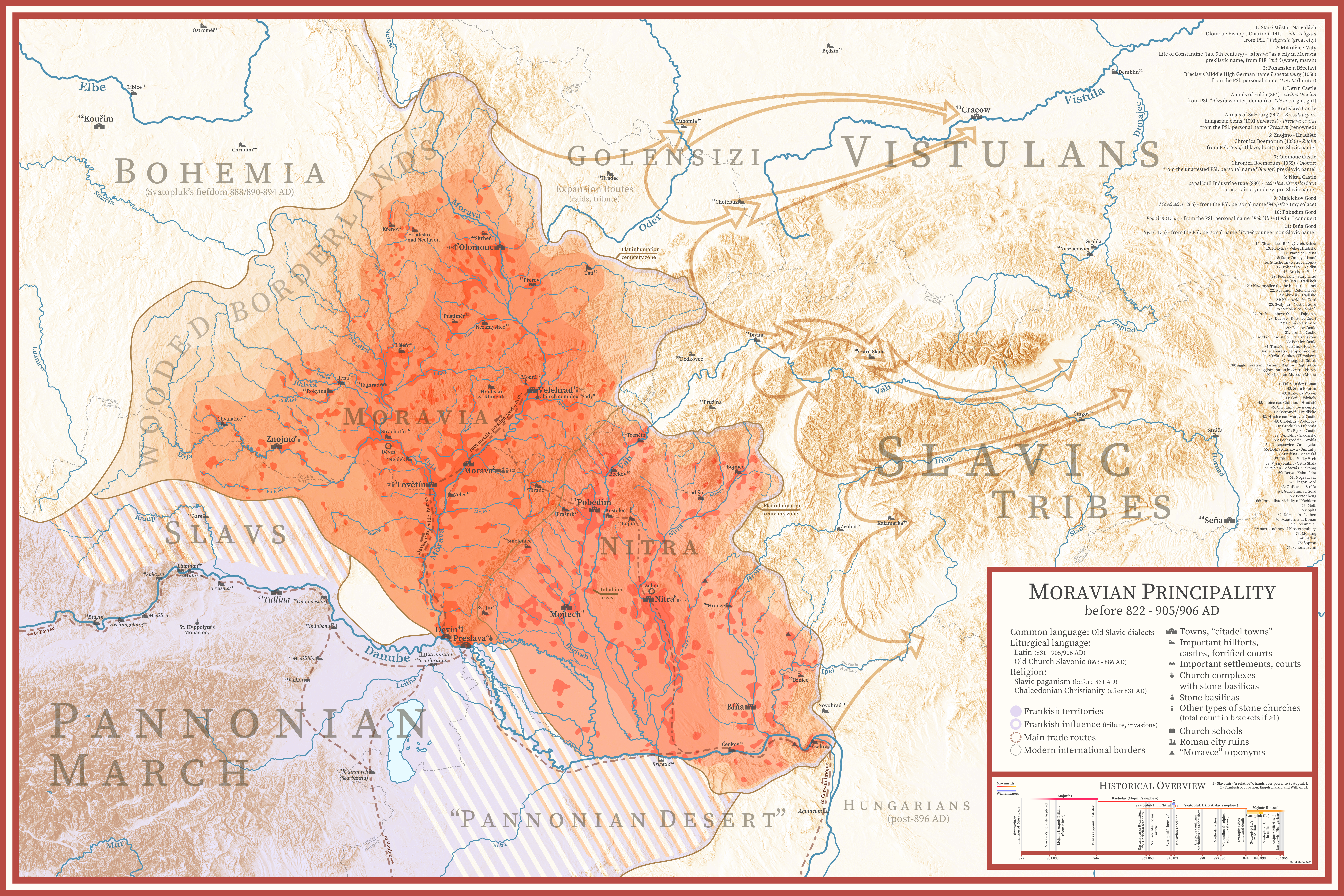
대모라바의 핵심 영토

대모라바의 멸망 이후, 그 영토는 새롭게 건국된 보헤미아 공국과 헝가리 공국으로 나뉘어졌고, 그 국경은 모라바 강이었다. 그러나 12세기부터 군주들이 동쪽 강변의 지역을 점점 더 많이 확보하게 되면서, 체코 지역의 최종적인 동부 국경은 '우헤르스케흐라디슈테(Uherské Hradiště)' 하부에서 '스트라주니체(Strážnice)'까지, 백카르파티아 산맥 지역의 동쪽 영토 전체를 확보하게 되었다. 대모라바의 원래 핵심 영토는 오늘날 모라바 지역의 동부에 해당하며, 백카르파티아 산맥과 Chřiby 산맥 사이에 위치한다. 이웃한 슬로바키아에서는 이 지역을 포함하여 체코-슬로바키아 국경, 슬로바키아 본토의 자호리에, 그리고 체코의 '잘루지(Záluží)' 지역을 포함하여 '슬로바코'라고 부르는데, 이는 과거 대모라바 시대에 생겨난 명칭이며 여기서 체코를 제외한 다른 서슬라브인들의 정체성을 찾아볼 수 있다. 기록에 따르면 830년대 초에 모지미르 1세가 이웃한 니트라 공국(오늘날 슬로바키아 서부)을 정복하면서 대모라바의 핵심 영토가 늘어났으며, 그 지역은 왕위 계승자(kъnendzь)의 영지ㅡ즉 '지역 공국(údelné kniežatsvo)'으로서 여겨졌다.

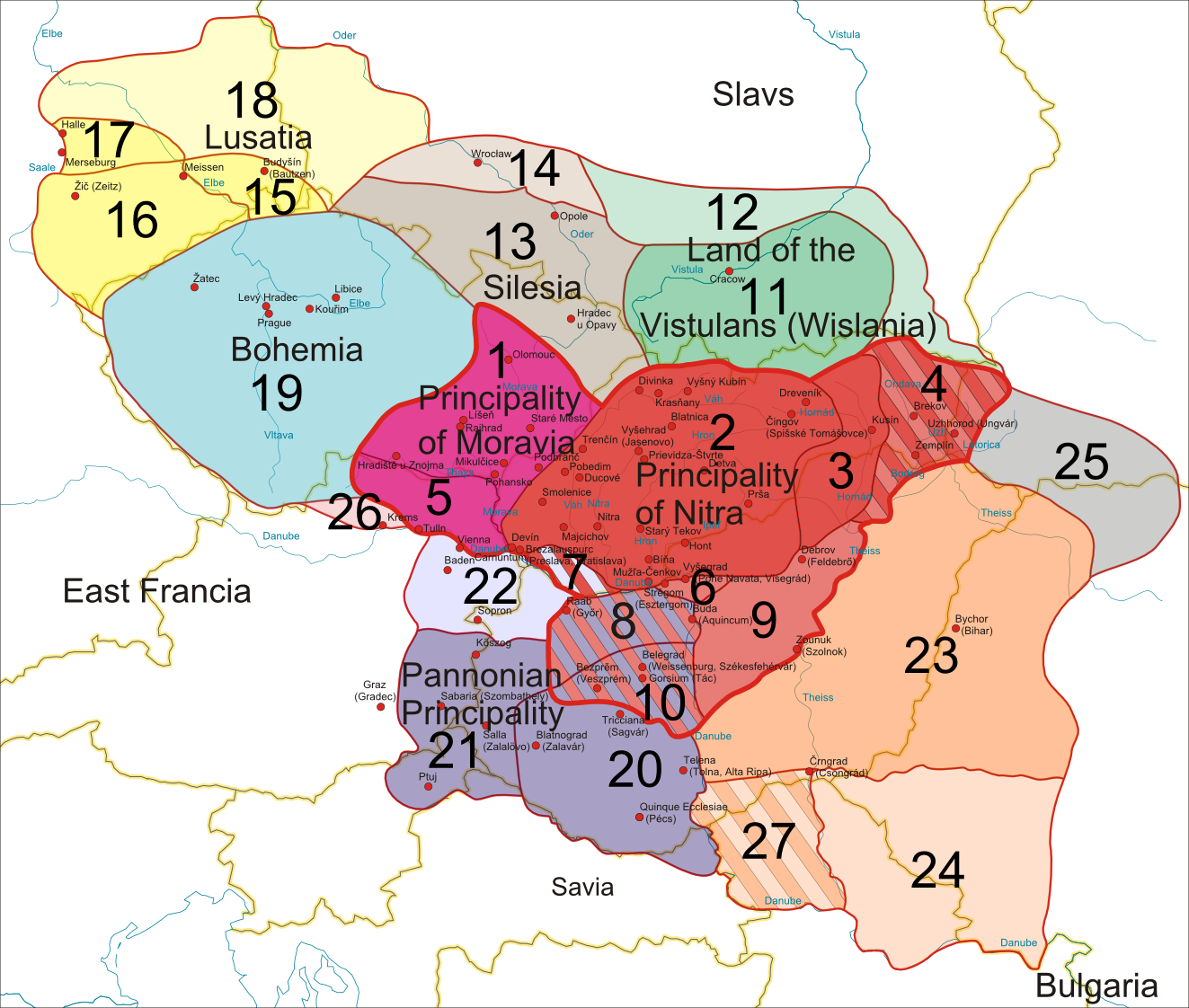
대모라바 내의 공국 및 행정 구역

그렇지만 대모라바의 정확한 영토 경계와 위치, 심지어 본래 모라바인들이 스스로를 불렀던 명칭조차 명확하게 알려지지 않았기 때문에 오늘날에 들어서도 이 왕국에 대해서 수많은 논쟁이 일어나고 있다. 위의 주장에 반대하는 사람들은 대모라바의 핵심 영토를 다뉴브강 이남의 세르비아 지역이나 대헝가리 평원(푸스타)에 두고 있다. 또한 대모라바가 건국된 정확한 날짜도 논란의 여지가 있다. 모지미르 1세가 서슬라브족을 통합한 시기는 820년대부터 830년대, 또는 846년 즈음으로 다양하다. 그리고 그의 후계자인 라스티슬라프가 통치한 시기는 846년부터 870년까지로 비교적 명확하나, 이때는 카롤루스 왕조의 영향력 아래 있었을 뿐더러 840년대부터 동프랑크 왕국과 일련의 무력 충돌이 있었던 것을 감안하면 또 달라질 수도 있다.

### 전통적인 견해
예로부터 모라바의 핵심 영토는 오늘날의 체코와 슬로바키아를 흐르는 모라바강 일대인 것으로 여겨졌다. 특히 모라바강 인근에서 발견되는 중세 초기의 대형 요새와 일대의 정착촌 유적지들은, 9~10세기 사이에 이 지역에서 중요한 정치 집단의 중심지가 있었다는 것을 암시한다. 앨프레드 대왕의 기록이나 키릴로스와 메토디우스 형제의 흔적과 같은 초기 사료들 역시 이러한 전통적인 견해를 뒷받침해주었다.
이곳, 모라바는 서쪽에 티링가족(튀링겐인)과 일부 베헤마족(보헤미아인), 그리고 베그웨어족(?)의 절반을 차지하고 있으며, 남쪽에는 다뉴브강 반대편에 있는 카렌드레 땅이 있는데, 그쪽으로는 알프스라고 불리는 산맥까지 뻗어 있다... 카렌드레 땅의 동쪽에는 아무도 살지않는 지역 너머에 있는 풀가레 땅이 있고, 보다 더 동쪽에는 그리스인들의 땅이 있다. 마로아라 땅의 동쪽에는 비스툴라 땅이 있고, 그 동쪽에는 고트족이었던 다티아가 있다.— 앨프레드 대왕의 궁정에서 일하던 사가 오로시우스가 남긴 기록

대모라바의 국경은 사료의 부족으로 정확하게 확인할 수 없다. 일례로, 9세기에 연대기를 작성한 사제들은 분명히 중부 유럽보다 먼 지역에 대한 지리적 지식이 부족했을 것이다. 게다가, 모라바 군주들이 830년대부터 적극적인 팽창 정책을 추구하면서 대모라바의 영토가 확장되었던 것도 한몫했다.
대모라바는 스뱌토플루크 1세의 치하에서 최대 영토에 도달했다. 일부 기록에 따르면, 그의 치세에 마워폴스카(소폴란드)와 판노니아 및 여러 지역들이 잠시동안이지만 대모라바의 종주권을 받아들였다. 그렇지만 모라바, 마워폴스카, 실레시아 지역에서 발견된 유적지들은 대모라바의 북부 국경이 이 지역에 위치했었음을 입증하지 못했다. 고고학자인 벨러 미클로스 스조케(Béla Miklós Szőke)에 따르면, 모라바는 판노니아 지역으로 확장한 적이 없다고 주장했으며 그 증거로 고고학 발견물이나 기록된 사료들이 모두 스뱌토플루크의 통치 기간 동안 거대한 영토를 영구적으로 병합하는 작업이 이루어지지 않았다는 점을 들었다. 또한 다른 학자들은 모라바가 그렇게 많은 지역을 정복할만큼의 수준에 도달하지 못했다며 핵심 영토 이상의 국경을 설정하는 것은 실수라고 말하기도 한다.

### 다른 이론?
1784년, 슬로바키아의 역사학자 유라이 스클레나르(Juraj Sklenár)는 대모라바의 위치에 대한 전통적인 견해에 이의를 제기하며, 핵심 지역을 시르미아 인근에 위치시킨 후 왕국이 그 지역에서 오늘날의 슬로바키아, 모라바, 보헤미아 지역으로 팽창했다고 주장했다. 이와 비슷하지만 다르게도, 1820년대에 프리드리히 블루메너거(Friedrich Blumenerger)는 대모라바를 남쪽의 판노니아와 모이시아 사이에 배치시켰다.. 1970년대까지 그들의 주장은 대체로 호응을 얻지 못했으나, 현대에 들어 대모라바의 핵심 영토가 세르비아의 벨리카모라바강 인근의 시르미움에 위치했을 것이라는 임레 보바의 주장이 등장하면서 상황은 반전되었다. 그 이후에 페타르 푸스포키-나기(Péter Püspöki-Nagy)가 대모라바는 오늘날 세르비아 남모라바강에 있었으며, 체코 및 슬로바키아의 북모라바강에는 나중에 가서야 '모라바'라는 이름이 붙은 것이라고 주장했다. 이와 비슷한 이론은 토루 센가(Toru Senga)에 의해서도 발표되었다. 1990년대에, 찰스 볼루스(Charles Bowlus)는 대모라바가 드라바강, 사바강, 드리나강, 티샤강, 남모라바강과 다뉴브강의 합류 지점에 위치한다고 말했다. 그는 또한 프랑크족의 변경백령이나 기타 속주 조직의 지향점이 남동쪽 방면의 영토로 집중되어 있으며, 이는 또한 대모라바의 원래 위치라고도 했다. 마르틴 에거스(Martin Eggers)는 대모라바가 티샤강과 무레슈강이 합류하는 오늘날의 바나트를 중심으로 형성되었으며, 나중에 체코와 슬로바키아 지역까지 확장되었다고 제안했다.

## 역사
이 지역은 아바르 칸국의 통치가 안정된 7세기 말부터 점점 슬라브족의 정착지와 요새가 건설되며 발전하기 시작한다. 이후 여러 부족들로 나뉘어 살아가다가, 카롤루스 대제에 의해 아바르 칸국이 사실상 붕괴하면서 이 지역의 정세도 급변하게 되었다. 멸망한 아바르족의 유민들을 흡수하고, 인접하게 된 카롤링거 왕조의 지식과 세공을 받아들이면서 기술이 크게 발전하였고, 그 결과 블라트니카-미쿨치체 범위라고 불리는 새로운 문화적 유형이 출현한다. 그러다가, 모이미르 1세 이후 본격적으로 국가로 정립되며 강역이 확대되기 시작했다. 특히 그는 이웃한 니트라 공국(Principility of Nitra)의 군주인 프리비나를 쫒아내며 인근의 부족들을 통일하는 데에 성공했다. 이윽고, 프랑크 왕국의 세력 팽창에 맞물려 국경선이 맞닿게 되었고, 이로 인해 프랑크의 위협 속에 동쪽으로 영토를 확대해나가며 보헤미아, 실레시아, 니트라 일대를 장악해 서슬라브 최초의 거대 국가를 형성하곤 스스로 공작을 칭했다.
그러나 대 모라비아는 넓은 영토에도 불구하고 프랑크 왕국에 비해 약했다. 이를 해소하기 위해 당시 대 모라비아의 대공이었던 라스티슬라프(Rastislav)는 동로마 제국과 접촉해 선교사 파견을 요청했다. 이에 동로마 제국에서는 862년 모라비아에 선교사로 키릴로스와 메토디오스 형제를 보내주었다. 키릴로스와 메토디오스는 슬라브어로 기독교를 전도하려고 시도했는데, 이 과정에서 고안된 문자가 바로 글라골 문자였다.
하지만 라스티슬라프가 동프랑크의 지지를 등에 업은 스바토플루크 1세(Svatopluk I)에게 870년에 살해당한 후 동로마에서 온 선교사들(키릴로스와 메토디오스 형제의 제자들)은 탄압당했다. 결국 선교사들은 크로아티아, 세르비아, 불가리아 등지로 흩어졌는데, 이 중 불가리아로 간 선교사들이 당시 불가리아의 군주였던 보리스 1세의 지원에 힘입어 슬라브 기독교 문화를 발전시켰으며, 상술한 글라골 문자를 개조 및 변형하여 키릴 문자를 만들었다.
독일왕 루트비히 2세는 동프랑크군을 이끌고 대 모라비아 왕국을 침공했고, 이에 보헤미아인과 동맹을 맺은 스바토플루크 1세의 군대와 충돌하였다. 이 전쟁에서 스바토플루크 1세는 루트비히 2세의 아들 카를로만과 판노니아 변경백 빌헬름 2세 및 엥겔샤크 1세에게 크게 패배하며 포로로 잡혔다. 이후 교황 요한 8세가 중재하여 874년 독일의 포르히하임(Forchheim)에서 대 모라비아가 동프랑크 왕국에게 매년 일정한 연공을 바치는 평화조약을 맺었는데 이를 '포르히하임의 평화'라고 한다. 이로써 프랑크 왕국의 위협이 덜 해진 틈을 타 스바토플루크 1세는 대규모 확장정책을 펼쳤다. 폴란드의 비스와 일대를 시작으로 소폴란드와 실레시아 일대를 정복했으며, 남으로는 현재 슬로바키아의 니트라 일대를 점령하며 힘을 키웠다.
독일왕 루트비히 2세가 죽고 876년 비만왕 카를 3세가 동프랑크 왕국의 왕이 된 이후 빌헬미너 전쟁이 발발했다. 빌헬름 1세(Wilhelm I)는 대 모라비아 사이 접경지대인 판노니아(Pannonia)를 개척한 뒤 변경백 작위를 하사받았고 그의 후손들은 '빌헬미너(Wilhelminer)'라고 불리게 되었다. 그후 판노니아 변경백령은 아들 빌헬름 2세(Wilhelm II)와 엥겔샤크 1세(Engelschalk I)에게 상속되었고, 둘은 죽을 때까지 판노니아 변경백으로서 대 모라비아 전선의 수비벽을 형성하였다. 그러나 두 사람이 죽은 뒤 동프랑크 왕국에서 아리보(Aribo of Austria)라는 새로운 변경백을 임명하자 엥겔샤크 1세의 아들인 엥겔샤크 2세(Engelschalk II)가 반발하여 882년 반란을 일으켰으니 이것이 빌헬미너 전쟁이다.
아리보는 지역의 지지를 받았던 데다가 케른텐 공작 아르눌프까지 끌어들인 엥겔샤크 2세에게 크게 밀렸고, 결국 카를 3세에게 도움을 청했지만, 결정적으로 스바토플루크 1세에게도 도움을 요청하는 실수를 저질렀다. 스바토플루크 1세는 곧바로 군사를 일으켜 판노니아 일대로 진격하여, 판노니아 변경백 시절 자신과 마찰을 벌였던 엥겔샤크 2세의 둘째 아들(이름은 불명)을 잡아 불구로 만들어 버리는 성과를 얻었다. 게다가 판노니아 및 빈 일대에 마자르인들 또한 함께 쳐들어갔기에 판노니아 동부 일대가 궤멸적으로 파괴되었다.
결국 카를 3세는 스바토플루크 1세에게 영토 일부를 넘겨주고, 그를 봉신으로 받아들이면서 화친을 꾀했다. 이 결과로 동프랑크 일대는 카롤루스 왕조를 불신하게 되었고, 대 모라비아가 전성기에 있음을 널리 알리는 계기가 되었다. 이후 스바토플루크 1세는 스스로를 왕으로 칭하며 대 모라비아 왕국을 선포하기도 했다. 이후 아르눌프 또한 아리보와 평화협정을 맺고 대 모라비아와 전쟁을 벌이지만, 아르눌프가 대 모라비아를 공격하던 중에 스바토플루크 1세가 불운의 사고로 894년에 세상을 떠나면서 이 전쟁도 끝이 났다.
그러나 스바토플루크 1세의 치세 이후 대 모라비아는 급격한 몰락의 길을 걸었다. 894년 아들 모이미르 2세(Mojmir II)가 왕위를 이어받은 뒤, 예속된 부족들이 대 모라비아를 상대로 대대적인 반란을 일으킨 것. 보헤미아 공작은 아예 아르눌프의 수하로 들어가버릴 정도로 전세는 급격히 악화되었다. 또한, 스바토플루크 1세의 둘째 아들인 스바토플루크 2세 또한 형인 모이미르 2세에 대항하여 반란을 일으켰다. 결국 이 내전 끝에 찾아온 바이에른의 공격으로 대모라비아는 대패하여 완전히 몰락하였다.
뒤이어 대 모라비아에 마자르족이 대규모로 침입하자 대 모라비아는 어떻게 멸망했다는 기록조차 남기지 못하고 망국의 길을 걷고 말았다. 현재 대 모라비아가 멸망한 시기를 907년 전후로 추정한다. 907년에 동 프랑크와 마자르가 브라티슬라바에서 벌인 전투의 기록에서 모이미르 2세나 그의 후계자는 전혀 언급되지 않을 정도.
다만 그것과는 별개로, 이 지역에 살던 신민들과 귀족들은 그대로 그 지역에 남아 지위를 유지한 것으로 보인다. 지명의 언어학적 증거나 고고학적 증거, 또는 초기 헝가리 왕국의 이 지역 출신 귀족 가문들의 존재로 미루어볼때 헝가리 왕국이 이 지역을 정복한 이후에도 모라비아의 정치적 제도나 행정은 대부분 계승된 것으로 보이며, 기존 사회 엘리트들 역시 무리없이 계승되어 혼트-파즈마니 가문[6]과 같이 봉건 귀족으로 진화한 것으로 보인다.

### 설명주
1. ↑  후자는 교황 하드리아노 2세에게 공식적으로 승인을 받았다.[8]
2. ↑  
라틴어: regnum Marahensium
라틴어: terra Marahensium
라틴어: regnum Marahavorum
라틴어: regnum Marauorum
라틴어: terra Marauorum
라틴어: regnum Margorum
고대 교회 슬라브어:Moravьska oblastь
3. ↑  
라틴어: Marawa
 라틴어: Marauia
라틴어: Maraha
라틴어: Morava
라틴어: Marava
고대 교회 슬라브어:Muravain
아랍어: M.ŕawa.t[17]
4. ↑  
바다:
슬라브어 more
라틴어 mare
웨일스어 môr
독일어 Meer
습도
영어, 독일어 Moor
슬라브어 mokr-
5. ↑  실제로 세르비아에는 대모라바강(세르비아어: Velika Morava Велика Морава)도 있다.
6. ↑  특히 자호리에 지역에는 대모라바 멸망 이후에도 꿋꿋이 그자리를 지켜온 코프차니(Kopčany) 예배당이 있으며, 체코의 대모라바 유적지인 미쿨지체(Mikulčice) 또한 그 인근에 위치해있다. 이 지역들은 현재 다리로 연결되어 있다.
7. ↑  아마도 다키아를 말하는 듯 하는데, 다키아는 이미 트라야누스 시대에 멸망했으며 당시에는 불가리아 제국이 있었다.

### 인용주
1. ↑  Bowlus 1995, 1쪽.
2. ↑  Barford 2001, 108–112쪽.
3. ↑  Curta 2006, 124–133쪽.
4. ↑  Drulák 2012, 91쪽.
5. ↑  Anton Špiesz, Duśan Čaplovič, Ladislaus J. Bolchazy, Illustrated Slovak history: a struggle for sovereignty in Central Europe, Bolchazy-Carducci Publishers, 2006, p. 9
6. ↑  Ference Gregory Curtis. Chronology of 20th-century Eastern European History. Gale Research, Inc., 1994. ISBN 978-0-8103-8879-6, p. 103
7. ↑  House of the Czechoslovak Academy of Sciences, The Great Moravia Exhibition: 1100 years of tradition of state and cultural life http://books.google.com/books?ei=UeB4TbGNCNG84ga02vG3BQ&ct=result&id=5D4uAQAAIAAJ&dq=%22great+moravia%22+ancestors+slovakq=%22It+was+the+first+West+Slavonic+state+to+come+into+existent+its+creators+being+the+ancestors+of+the+Czechs+and+Slovaks%22#search_anchorISBN. ISBN 064669
8. ↑  Elvins, Mark Twinham (1994). 《Towards a People's Liturgy: The Importance of Language》. Gracewing. ISBN 9780852442579.
9. ↑  Constantine Porphyrogennetos: De Administrando Imperio (ch. 13., 38., 40.), pp. 64-65., 172-173., 176-177.
10. 1 2  Barford 2001, 109쪽.
11. ↑  Štefan 2011, 333쪽.
12. ↑  Škvarna 등. 2002, 237쪽.
13. ↑  Goldberg 2006, 138쪽.
14. 1 2  Havlík 2004, 227쪽.
15. ↑  Constantine Porphyrogenitus: De Administrando Imperio (ch. 40), p. 177.
16. ↑  Bowlus 2009, 312쪽.
17. ↑  Havlík 2013, 354-355쪽.
18. ↑  Lutterer, Ivan; Majtán, Ivan; Šrámek, Rudolf (1982), 《Zeměpisná jména Československa. Slovník vybraných zeměpisných jmen s výkladem jejich původu a historického vývoje (trans: Geographic Names of Czechoslovakia)》 (체코어), Mladá Fronta
19. 1 2  Rogers 2010, 293쪽.
20. ↑  Collins 2010, 402쪽.
21. ↑  Macháček 2009, 261쪽.
22. ↑  Curta 2006, 126–128쪽.
23. ↑  Curta 2006, 130쪽.
24. ↑  Betti 2013, 144–145쪽.
25. ↑  King Alfred's Anglo-Saxon Version of Orosius (ch. 1.1.12), pp. 35–37.
26. ↑  Betti 2013, 145쪽.
27. ↑  Kirschbaum 2005, 35쪽.
28. 1 2  Macháček 2012, 11쪽.
29. ↑  Curta 2006, 128쪽.
30. ↑  Barford 2001, 109–110쪽.
31. 1 2  Barford 2001, 110쪽.
32. ↑  Poulík 1978, 160쪽.
33. ↑  Berend, Urbanczyk & Wiszewski 2013, 89쪽.
34. ↑  Szőke 2007, 412쪽.
35. ↑  Berend, Urbanczyk & Wiszewski 2013, 59쪽.
36. ↑  Marsina 2000, 156쪽.
37. 1 2  Marsina 2000, 157쪽.
38. ↑  Bowlus 2009, 312–313쪽.
39. ↑  Macháček 2009, 261-262쪽.
40. ↑  Curta 2006, 126, 128–129쪽.
41. ↑  Püspöki-Nagy 1978, 60–82쪽.
42. ↑  Senga 1983, 307–345쪽.
43. ↑  Bowlus 2009, 313쪽.
44. ↑  Macháček 2009, 262쪽.